# Bert Sundberg
Bert Axel Sundberg, född 18 april 1935 i Uppsala, död 16 juli 2016 i Grevie, var en svensk filmproducent. Han grundade det svenska filmbolaget MovieMakers Sweden AB tillsammans med filmklipparen och producenten Lasse Lundberg, där han även var hälftenägare. Tillsammans gjorde de över 100 produktioner mellan åren 1971 och 2000.
Sundberg producerade den guldbaggevinnande långfilmen Min store tjocke far tillsammans med Anders Granström.
Bert Sundberg är begravd på Förslövs kyrkogård.

## Producent i urval
- 1965 – Ett sommaräventyr
- 1973 – Elsa får piano
- 1973 – Mannen som blev ensam (TV-serie)
- 1973 – Levande bilder (TV-film)
- 1973 – Kärlek och långvantar (TV-film)
- 1974 – De tre från Haparanda (TV-serie)
- 1977 – Elvis! Elvis!
- 1977 – Tjejerna gör uppror (TV-serie)
- 1978 – Bevisbördan (TV-serie)
- 1980 – Den enes död...
- 1980 – Mördare! Mördare!
- 1981 – Hundarnas morgon
- 1981 – Operation Leo
- 1983 – Berget på månens baksida
- 1984 – Sista leken
- 1985 – Den tragiska historien om Hamlet – prins av Danmark (TV-serie)
- 1986 – Min pappa är Tarzan
- 1986 – Räven
- 1986 – Kulla-Gulla (TV-serie)
- 1988 – Dårfinkar & dönickar (TV-serie)
- 1989 – Gengångare
- 1990 – Apelsinmannen (TV-film)
- 1991 – Amforans gåta (TV-serie)
- 1991 – Barnens Detektivbyrå (TV-serie)
- 1992 – Min store tjocke far
- 1994 – Good Night Irene
- 1994 – Änkeman Jarl
- 1995 – Gott om pojkar, ont om män?
- 1997 – Flickor, kvinnor – och en och annan drake
- 1997 – Minister på villovägar